# Ciocanul zeilor
Ciocanul zeilor (titlu original: Hammer of the Gods) este un film britanic din 2013 regizat de Farren Blackburn. Este creat în genurile dramatic, acțiune, de groază. Rolurile principale au fost interpretate de actorii Charlie Bewley, Clive Standen și James Cosmo. Scenariul este scris de Matthw Read.

## Prezentare
Britania, 871 AD. Un rege viking pe moarte (Bagsecg) îl trimite pe fiul său Steinar în Anglia în căutarea fratelui său mai mare, izgonit din regat, acum singura speranță a clanul lui pentru a învinge o hoardă inamică care se apropie.

## Distribuție
- Charlie Bewley - Prince Steinar
- Clive Standen - Hagen
- Michael Jibson - Grim
- James Cosmo - King Bagsecg
- Elliot Cowan - Hakan
- Guy Flanagan - Jokul
- Glynis Barber - Astrid
- Ivan Kaye - Ivar
- Alexandra Dowling - Agnes
- Finlay Robertson - Prince Harold
- Francis Magee - Ulric The Chronicler
- Salomon Thomson - Wilfred
- Michael Lindall - Leader Saxon
- Laura Sibbick - Woman Saxon
- Theo Barklem-Biggs - Prince Vali
- Daniel Stephen Price - the ginger king from Hertford

## Lansare și primire
A avut premiera la 5 iulie 2013.